# John Carenza
John Robert Carenza (Saint Louis, 3 gennaio 1950 – 17 marzo 2023) è stato un calciatore statunitense, di ruolo difensore o attaccante.

## Carriera

### Club
Figlio d'arte, infatti anche il padre Joe Sr. fu calciatore, si forma nella rappresentativa calcistica della Southern Illinois University Edwardsville, ove nel 2006 sarà inserito nel famedio dedicato agli atleti che gareggiarono per l'università nelle varie discipline. Alla SIU-E giocò anche con il fratello Chris.
Viene ingaggiato nel 1973 dai St. Louis Stars, franchigia della NASL, in cui militerà sino al 1976. Con gli Stars otterrà come miglior piazzamento la semifinale nella stagione 1975.
Carenza ha inoltre giocato anche nel campionato di indoor soccer con gli Stars.

### Nazionale
Dopo aver partecipato alle qualificazioni, nel 1972 fece parte della nazionale olimpica di calcio degli Stati Uniti d'America, con cui partecipò al torneo di calcio della XX Olimpiade, dove ottenne l'ultimo posto del Gruppo 1.